# Lembit (1936)
Lembit – estoński podwodny stawiacz min typu Kalev. Zwodowany w lipcu 1936 roku, służył pod banderą Estonii, a po aneksji republiki przez Związek Radziecki został włączony do radzieckiej Floty Bałtyckiej. Na tle okrętów estońskich i radzieckich wyróżniał się zaawansowanymi rozwiązaniami technicznymi. W czasie II wojny światowej odbył siedem patroli bojowych. Po wojnie służył jako jednostka eksperymentalna. W 1985 roku został udostępniony zwiedzającym jako okręt-muzeum.

## Geneza
W latach trzydziestych Estonia związała swoje bezpieczeństwo z Finlandią. W ramach przeciwdziałania atakowi Związku Radzieckiego obie republiki zawarły sojusz, który zakładał wspólną akcję floty w Zatoce Fińskiej. Plan polegał między innymi na postawieniu zagrody minowej w najwęższym miejscu zatoki. Okręty przeciwnika, które przedarłyby się przez miny i ostrzał artyleryjski z obu brzegów zatoki, miały być atakowane przez okręty podwodne sojuszników . Zamówienie na budowę okrętów podwodnych postanowiono złożyć w Wielkiej Brytanii.
Stępkę pod okręt o numerze budowy 706 położono w stoczni Vickers-Armstrongs w Barrow-in-Furness w 19 czerwca 1935 roku. Kadłub „Lembita” został zwodowany 7 lipca 1936 roku o godzinie 13:07 – trzynaście minut przed wodowaniem bliźniaczego „Kaleva”. Matką chrzestną okrętu została żona ambasadora Estonii w Wielbkiej Brytanii, Alice Schmidt.

## Konstrukcja

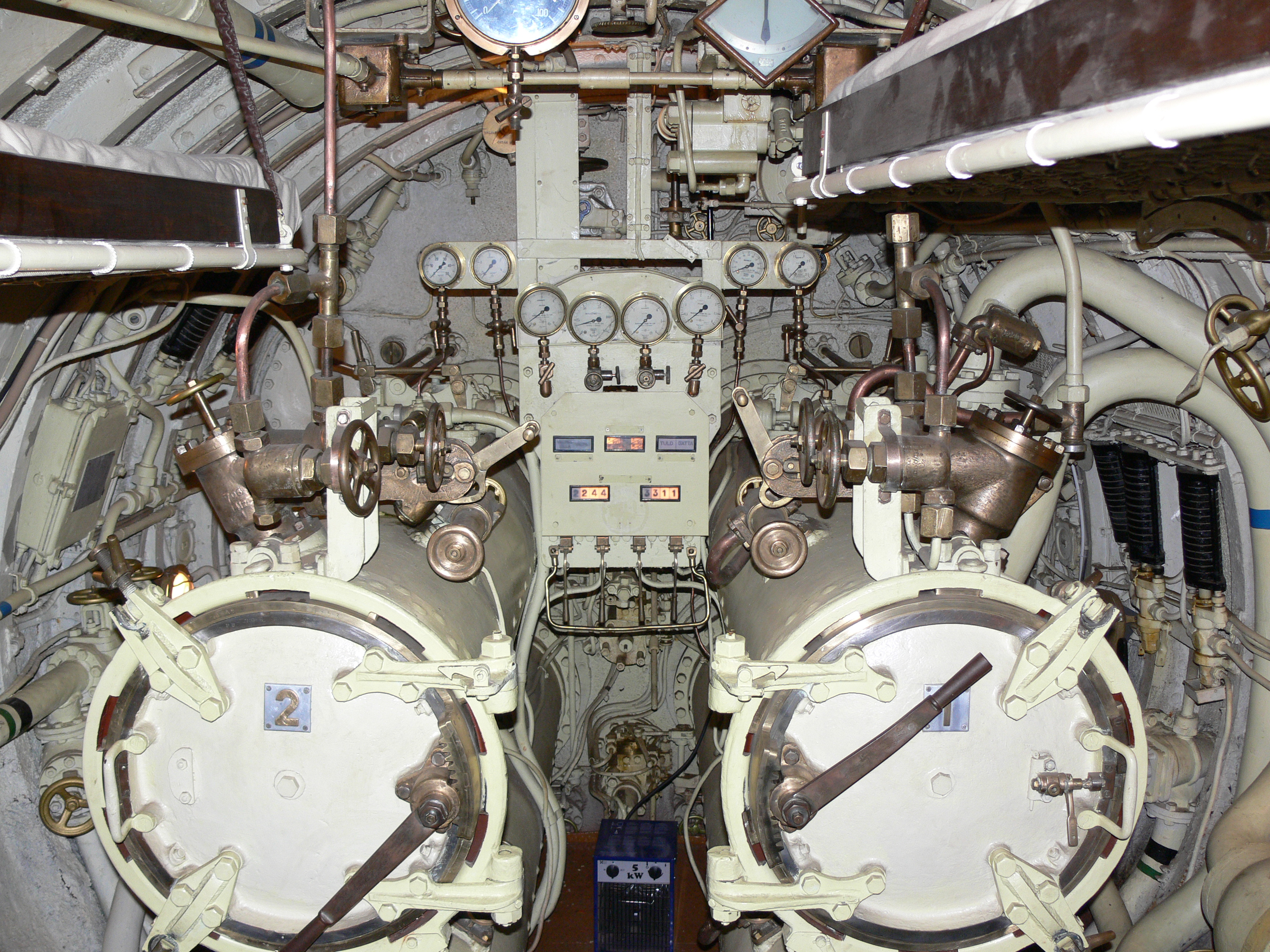
Przedział torpedowy na bliźniaczym „Lembicie”

„Lembit” był okrętem półtorakadłubowym – kadłub lekki otaczał kadłub sztywny jedynie częściowo. Kadłub sztywny podzielony był grodziami na pięć przedziałów. Znajdowały się w nich kolejno:
1. wyrzutnie torpedowe i pomieszczenia mieszkalne;
2. baterie akumulatorów, butle ze sprężonym powietrzem, mesa i koje oficerów, oddzielna kabina dowódcy;
3. stanowisko kierowania, baterie akumulatorów, butle ze sprężonym powietrzem, kabina radiowa, hydraulika, koje i kambuz;
4. silniki wysokoprężne i elektryczne;
5. mechanizmy sterowania, pomieszczenie mieszkalne podoficerów.

W przestrzeni burtowej pomiędzy kadłubem sztywnym a lekkim znajdywały się studzienki minowe oraz zbiorniki balastowe. Kadłub lekki przystosowany był do pływania w warunkach zimowych. Kiosk miał kształt cylindra.

### Układ napędowy

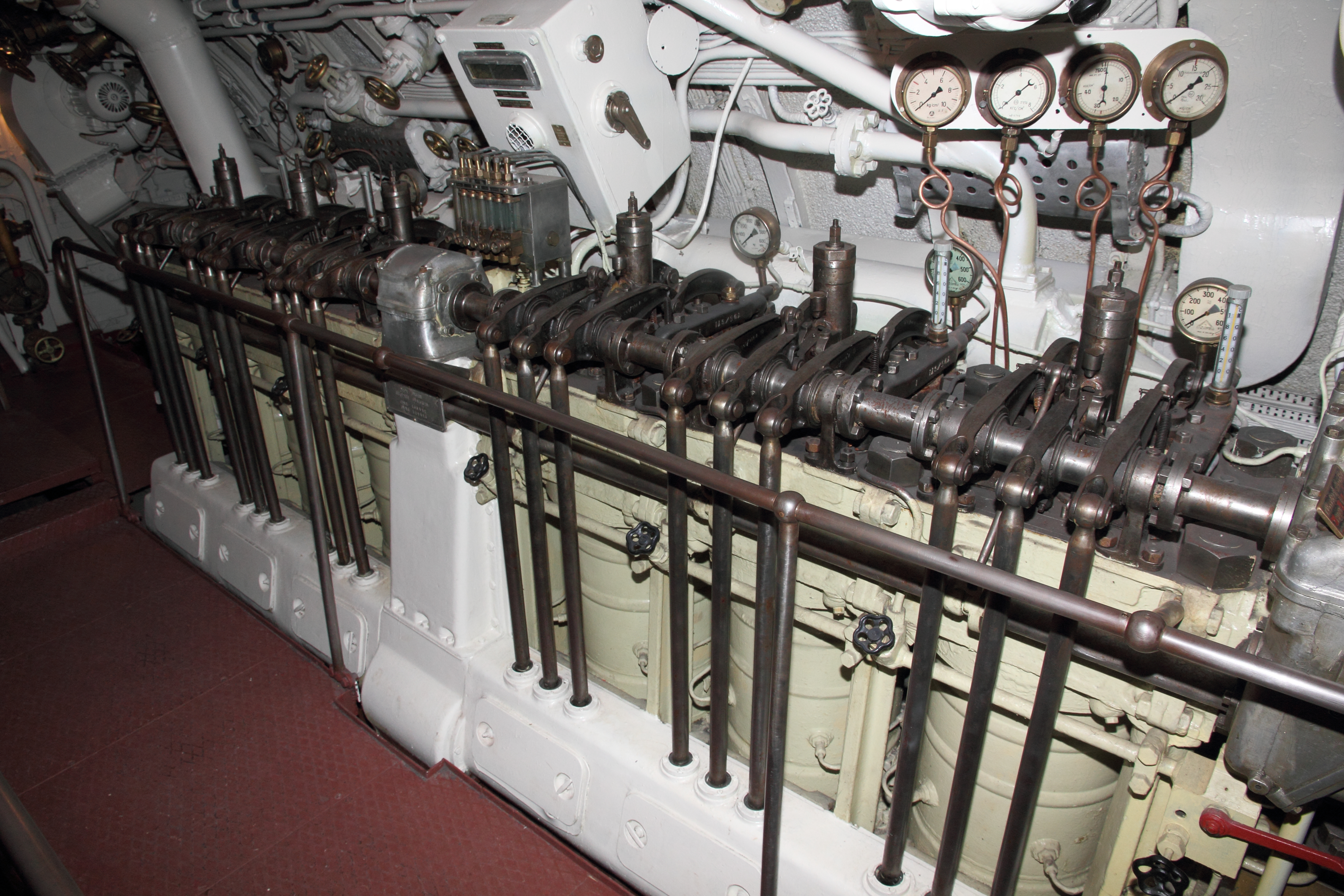
Silnik wysokoprężny na „Lembicie”

Okręt napędzały dwa 4-suwowe silniki wysokoprężne o sześciu cylindrach, wyprodukowane przez firmę Vickers-Armstrongs. Każdy z nich miał moc 600 KM przy 500 obrotach na minutę. Parę silników elektrycznych dostarczyła firma Metropolitan-Vickers. Każdy z nich osiągał moc 395 KM przy 412 obrotach na minutę. Były one połączone z silnikami Diesla za pomocą sprzęgieł kłowych, dzięki czemu podczas pracy diesli mogły być używane jako generatory prądu. W tej roli służyły głównie do ładowania baterii akumulatorów Exide Ironclad wyprodukowanych przez firmę Chloride Electrical Storage Company – dwóch grup po 60 ogniw kwasowo-ołowiowych. Na okręcie znajdowały się dwie sprężarki powietrza typu „Ravel” o wydajności 3,7 litra na minutę oraz dwie sprężarki niskiego ciśnienia o wydajności 13,75 metra sześciennego na minutę.

### Uzbrojenie

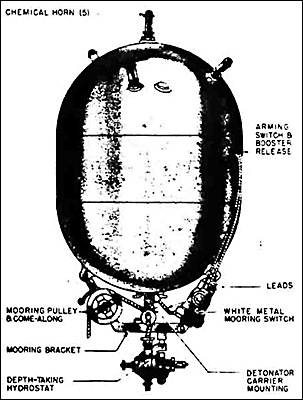
Niemiecka mina EMA

Podstawowym uzbrojeniem „Lembita” były miny. Stawiane były przez dziesięć studzienek minowych, po pięć na obu burtach. W każdej ze studzienek przenoszone były po dwie miny, zwalniane za pomocą systemu hydraulicznego, który odblokowywał podtrzymujące je rygle. Studzienki były zakrywane od strony pokładu blachą aluminiową, wylot zaś pozostawał cały czas niezabezpieczony. Etatowo okręt wyposażony był w niemieckie miny EMA wzór 1912, do których kotwice dorobił Vickers-Armstrongs. Zapasy Eesti Merevägi stanowiło 200 min tego typu, jednak kotwic posiadano jedynie 40. Miny EMA były nazywane przez Estończyków minami typu „Matola” (prawdopodobnie), zaś w marynarce radzieckiej otrzymały nazwę min BGL ((ros.) Большая германская лодочная мина). Mina EMA miała 120 kg ładunku wybuchowego i mogła być stawiana na głębokości do 120 metrów.
Okręt miał cztery dziobowe pneumatyczne wyrzutnie torpedowe kalibru 533 mm. Po wystrzeleniu torpedy specjalny system wypuszczał powietrze do wnętrza przedziału, dzięki czemu podczas wystrzału nie pojawiały się pęcherzyki powietrza. Standardowo do użytku na jednostkach przeznaczone były torpedy Mk VIII kalibru 533 mm, jednak wkładki redukcyjne umożliwiały wystrzelenie również torped kalibru 457 mm. Po włączeniu jednostki do radzieckiej marynarki wojennej używane mogły być również radzieckie torpedy 53-27 kalibru 533 mm. Okręt przewoził jednorazowo zapas 8 lub 10 torped – cztery załadowane w wyrzutnie, cztery ustawione na stelażach i być może dwie na pokładzie przedziału torpedowego.
Uzbrojenie artyleryjskie „Lembita” stanowiła 40 mm armata przeciwlotnicza Bofors zamontowana na bliźniaczych okrętach we wrześniu 1938 roku. Działo było chowane w specjalnym szybie. Jego podnoszenie przy użyciu elektrycznego mechanizmu trwało około półtorej minuty. Lufa o długości 36 lub 43 kalibrów mogła być podnoszona aż do pionu, donośność pozioma wynosiła 8000, zaś pionowa 4000 metrów. Pocisk o masie 0,9 kg wystrzeliwany był z prędkością początkową 700 m/s. Działo mogło wystrzelić 120 pocisków w ciągu minuty. Zapas amunicji wynosił 500 lub według innych źródeł 1000 nabojów. Na pokładzie znajdował się również przenośny karabin maszynowy Lewis z zapasem 2000 nabojów. Według niektórych źródeł dodatkowo na uzbrojeniu jednostek był przenośny wkm Madsen kal. 20 mm L/60 z zapasem 1000 naboi, według innych chodziło o działo przeciwlotnicze Oerlikon 20 mm, którego jednak Szwajcarzy nie zdążyli przekazać przed rozpoczęciem radzieckiej okupacji Estonii .

## Służba

### Szkolenie załogi
Proces szkolenia załogi rozpoczął się na długo przed zamówieniem okrętów podwodnych. Dowódca „Lembita”, porucznik Ferdinand Schmiedeheim, był już wyznaczony na to stanowisko w 1926 roku. Razem z wytypowanym na dowódcę drugiego okrętu podwodnego porucznikiem Alfredem Pontakiem wziął udział w kursie odbywającym się w Wielkiej Brytanii od 14 sierpnia 1926 roku do 8 czerwca 1927 roku. Załatwione dzięki negocjacjom ministra wojny Jaana Sootsa szkolenie obejmowało zarówno zajęcia teoretyczne dotyczące dowodzenia okrętem podwodnym i jego budowy, jak i zajęcia praktyczne na okrętach wchodzących w skład Royal Navy. Dodatkowa kadra dowódcza została wybrana we wczesnych latach trzydziestych. Zastępca Schmiedehelma – porucznik Richardem Kokk wraz z zastępcą Pontaka – porucznikiem Vernerem Hansem Puurandem, odbyli w Wielkiej Brytanii analogiczny kurs jak dowódcy okrętów. Porucznicy Voldemar Jakobson i Villem Kirotar wytypowani na stanowiska oficera mechanika i oficera specjalisty przeszli wyłącznie szkolenie teoretyczne.
W celu skompletowania załogi budowanych okrętów w pierwszej kolejności wybrano marynarzy z załóg sprzedanych estońskich niszczycieli. Spośród 65 osób siedmiomiesięczne szkolenie ukończyła niecała połowa. Etat uzupełniono innymi zawodowymi marynarzami Eesti Merevägi (oraz kucharzem z poboru) do końca września 1936 roku.

### W Eesti Merevägi

#### Okres pokoju

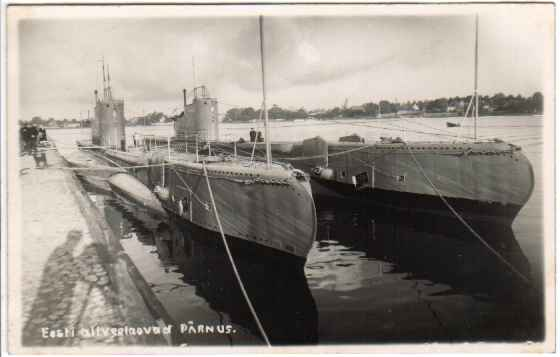
„Kalev” i „Lembit”

W czasie gdy na obu okrętach trwało jeszcze wyposażanie, część załogi mogła zapoznać się z jednostkami. Oficjalne przekazanie „Lembita” Estończykom nastąpiło 14 maja, zaś podniesienie bandery odbyło się 1 czerwca 1937 roku. Do Tallinna okręt wypłynął z niepełną załogą 3 lipca, na miejsce dotarł po sześciu dniach.
W październiku 1937 roku na obu okrętach podwodnych zainstalowano sonary produkcji niemieckiej firmy Atlas Werke. Kontrakt na okrętowe działo przeciwlotnicze podpisano już po zwodowaniu jednostek, 25 września 1936 roku, z firmą Bofors. Zakładał on, że za kwotę 7300 funtów Szwedzi dostarczą działo przeciwlotnicze Bofors kal. 40 mm 18 miesięcy po podpisaniu umowy. Uzbrojenie zamontowano na okrętach we wrześniu 1938 roku. W tym celu udały się one w rejs do Szwecji.
„Lembit” odbył jeden oficjalny rejs zagraniczny – w 1938 roku odwiedził wraz z „Kalevem” Rygę. Na jednostce prowadzone były intensywne szkolenia dotyczące realizacji planu współpracy z Finlandią. Latem 1939 przeprowadzono dwukrotnie wspólne tajne manewry, podczas których ćwiczono odpieranie agresji radzieckiej floty, w czasie których okręt bazowany był w Helsinkach. Analogiczne ćwiczenia przewidziano na lato 1940 roku. W czasie ćwiczeń oszczędzano środki bojowe – nigdy nie przeprowadzono próbnego stawiania min, które było głównym zadaniem okrętu.
Na okręcie doszło do kolejnych zmian personalnych. Wiązały się one z przejściem dowódcy – starszego porucznika Schmiedehelma na stanowiska administracyjne. Jego miejsce zajął dotychczasowy zastępca starszy porucznik Kokk, zaś stanowisko zastępcy przejął oficer specjalista porucznik Kitor. Oficerski wakat zapełnił porucznik Arnold Nael.

#### Wojna i naciski ZSRR

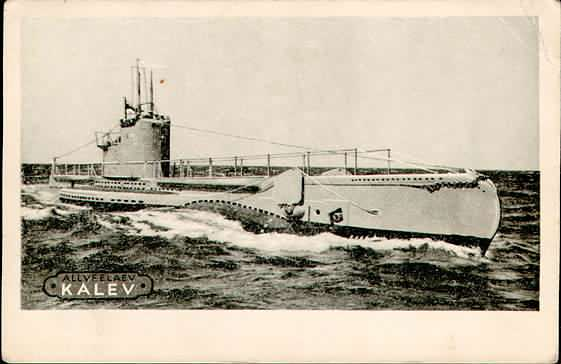
„Kalev” na karcie pocztowej

14 września 1939 roku polski okręt podwodny ORP „Orzeł” wpłynął na redę tallińską w celu wysadzenia chorego dowódcy. „Orzeł” został następnie internowany i rozpoczęło się jego rozbrajanie, lecz nocą 18 września okręt uciekł z Tallinna. Udana ucieczka spowodowała, że Estończycy przemalowali na czarno własne okręty podwodne . Dodatkowo do stanu uzbrojenia weszło 14 torped 533 mm wyładowanych z polskiej jednostki, które mogły zostać użyte na „Kalevie” i „Lembicie”. Było to znaczne zwiększenie zapasów, bowiem od Brytyjczyków wraz z okrętami, zakupiono jedynie 8 torped kalibru 533 mm oraz 3 torpedy 457 mm.
Incydent z ucieczką „Orła” stał się pretekstem dla ZSRR do wywierania nacisku na Estonię, co doprowadziło do podpisania 28 września układu „o wzajemnej pomocy” między obydwoma państwami. Zaniepokojona tym Finlandia zażądała od władz Estonii przekazania obu okrętów podwodnych typu Kalev, by nie wpadły one w ręce sowietów. Żądanie to spotkało się z odmową Estończyków, nie chcących prowokować agresywnego sąsiada.
Nie tylko Finowie byli zainteresowani estońskimi okrętami podwodnymi. Chęć pozyskania okrętów wyrazili również Niemcy – 22 listopada 1939 roku Kriegsmarine otrzymało memorandum z Kierownictwa Wojny Morskiej sugerujące zakup jednostek w celu szkolenia załóg. Tego samego dnia Naczelne Dowództwo Kriegsmarine zleciło ambasadorowi w Estonii i attaché morskiemu na Finlandię i kraje bałtyckie podjęcie negocjacji. Odpowiedź od ambasadora, otrzymana dopiero 21 lutego 1940 roku, informowała o niechętnej postawie rządu Estonii. Negocjacje przejął zastępca attaché wojskowego w Estonii, płk. Körner. Zaraportował on już 23 lutego, że Estończycy zgodzą się na sprzedaż, jeśli zgodę wyrazi również ZSRR. Na kupno „Kaleva” i „Lembita” zgodę wyraził Hitler, żądając jednak, by to Estończycy uzyskali zgodę Stalina. Dowództwo Kriegsmarine ponawiało kilkakrotnie naciski na ambasadę w celu przyśpieszenia negocjacji, na co 23 kwietnia otrzymano odpowiedź attaché morskiego, kontradmirała von Bonina, że zdaniem większości członków rządu estońskiego transakcja jest niemożliwa. Miesiąc później Bonin raportował o spotkaniu z handlarzem bronią z otoczenia prezydenta Estonii – Borisem Lindem. Stwierdził on, że ze względu na duże przywiązanie społeczeństwa do okrętów, transakcja drogą oficjalną nie wchodzi w grę, zaś część czołowych polityków zgodzi się na sprzedaż za pośrednictwem Szwecji. Na to jednak ze względów politycznych nie zgodził się Hitler. Niemieckie nalegania trwały w dalszym ciągu, nawet po aneksji Estonii przez ZSRR. Ostatecznie z transakcji zrezygnowano 6 lipca 1940 roku .

### We Flocie Bałtyckiej ZSRR

#### Przejęcie okrętu
Estonia została oficjalnie włączona do ZSRR 6 sierpnia 1940 roku. Po tygodniu, 13 sierpnia „Lembit” został włączony pod dotychczasową nazwą w skład Floty Bałtyckiej ZSRR, a nową banderę podniesiono 19 sierpnia.
Nie od razu wymieniono załogę „Lembita”. Jako pierwsi, na znak protestu, odeszli 1 września oficerowie Kokk i Jakobson. Część estońskiej załogi, w tym porucznika Nala, zwolniono 21 września. Do 3 października funkcje dowódcy pełnił jeszcze starszy porucznik Kirator, kiedy to jego miejsce zajął kapitan marynarki Władimir Antonowicz Poleszuk, służący do w czasie wojny zimowej na okręcie podwodnym Szcz-322. Stopniowo zwalniano pozostałych członków załogi – do końca 1940 roku pozostawiono w celu szkolenia nowej załogi jedynie czterech dowódców działów i bosmana, którzy stanowiska zachowali do września 1941 roku. Zwalniani załoganci byli wysyłani do gułagu, część z nich weszła w grudniu 1941 roku w skład 7 Estońskiej Dywizji Strzelców. Spośród oficerów służących na „Kalevie” najcięższy los spotkał jego dowódców. Schmiedehelm został aresztowany przez NKWD 1 lipca 1941 roku. Skazano go 31 marca 1942 roku na karę śmierci za rzekomą zdradę i rozstrzelano 11 dni później – 10 maja. Richard Kokk został aresztowany 29 czerwca 1941 roku, po czym według różnych wersji został rozstrzelany lub skazany na więzienie i łagry 27 czerwca 1945 roku. Na 10 lat więzienia i 5 lat łagrów władze radzieckie skazały także 7 grudnia 1944 roku Naela. Jedynie Kiratorowi udało się uciec do Niemiec.
Okręty podwodne typu Kalev znacznie przewyższały pod względem technologicznym osiągnięcia Związku Radzieckiego w tej dziedzinie. Wyższy poziom techniczny prezentowały również łotewskie okręty podwodne typu Ronis. W celu nadrobienia zaległości, 19 listopada 1940 roku ludowy komisarz floty Nikołaj Kuzniecow powołał specjalną komisję mającą szczegółowo zbadać konstrukcję okrętów. W związku z tym, „Kalev” wraz z pozostałymi okrętami podwodnymi znalazł się poza strukturą sił morskich, jako jednostka eksperymentalna. Stan taki utrzymywał się do zakończenia prac 11 lutego 1941 roku. Raport, sporządzony przez komisję, został przekazany Kuzniecowowi 22 marca 1941 roku. Mówił on o wysokim poziomie technicznym jednostek typu Kalev, z którym nie szło jednak w parze przystosowanie do współczesnych warunków. Mankamentem miała być niewielka prędkość nawodna (13,5 węzła) oraz maksymalna głębokość zanurzenia (przez ekspertów określona na 75 metrów). Dodatkowo autorzy raportu podkreślali, że załoga zdolna do obsługi okrętów musi mieć gruntowną wiedzę teoretyczną, nie zapewnianą w trakcie standardowego szkolenia w marynarce ZSRR. W rezultacie, Związek Radziecki zaproponował III Rzeszy sprzedaż „Kaleva” oraz bliźniaczego „Lembita” wraz z niektórymi radzieckimi okrętami podwodnymi, jednak tym razem Adolf Hitler odrzucił radziecką ofertę.

#### Początek służby
Po zakończeniu badań, 11 lutego 1941 roku oba okręty typu Kalev zostały wcielone do 3. Dywizjonu 1. Brygady Okrętów Podwodnych. W kwietniu rozpoczęto szkolenie załogi, które jednak nie przyniosło oczekiwanych efektów. W wyniku obsługi przez niedoświadczonych radzieckich marynarzy okręt 5 maja zderzył się z nabrzeżem. Uszkodzony kadłub sztywny jednostki wyremontowano w Lipawie między 15 a 17 maja.
W dniu ataku Niemiec na ZSRR okręt przebywał w Lipawie. Ponieważ szkolenie załogi udało się przeprowadzić jedynie w części dotyczącej podstawowych manewrów, „Lembit” (a wraz z nim „Kalev”, S-7 oraz trałowiec „Fugas”) otrzymał rozkaz ewakuacji do Windawy, gdzie dotarł 23 czerwca. W związku z aktywnością Luftwaffe 25 czerwca okręty przebazowano do Dyjamentu (obecnie dzielnica Rygi). Postępy Niemców spowodowały kolejne przebazowania – 27 czerwca okręty przeniesiono do Kuivastu i 1 lipca do Tallinna. Stąd „Lembit” i „Kalev” zostały 5 lipca skierowane do Kronsztadu, gdzie miały zostać poddane remontowi. Prace zakończono 31 lipca, między innymi przystosowano wyrzutnie okrętów do korzystania z radzieckich torped typu 53-22, co wiązało się z niskim stanem ilościowym torped produkcji brytyjskiej. Już 2 sierpnia obie jednostki powróciły do bazy 1. Brygady Okrętów Podwodnych w Tallinnie.

#### Pierwszy patrol bojowy
„Lembit” swój pierwszy patrol bojowy rozpoczął 10 sierpnia 1941 roku. Okręt dopłynął do przylądka Arkona, gdzie 17 sierpnia rozmieścił pięć rzędów zagrody minowej na głębokości 2,5 metra, po cztery miny w rzędzie. Do Tallinna jednostka powróciła 21 sierpnia.

#### Ewakuacja Tallinna
W związku z postępami Niemców została podjęta decyzja o ewakuacji Tallinna. „Lembit” został włączony w skład głównego zespołu, którym dowodził wiceadmirał Władimir Tribuc. Przejście floty do Kronsztadu rozpoczęto w nocy z 27 na 28 sierpnia.
Ze względu na uszkodzenia powstałe w wyniku niewłaściwego użycia przez słabo wyszkolonych marynarzy, jednostkę poddano remontowi w Leningradzie. Naprawa zakończyła się po około dwóch tygodniach. W Leningradzie podporucznik Aleksiej Matijasewicz przejął od Poleszuka dowództwo okrętu.

#### Drugi i trzeci patrol
„Lembit” w swój drugi patrol wyszedł 19 października. Jego zadaniem było rozpoznanie stanu obiektów naziemnych, znajdujących się pod kontrolą Niemców – fabryki cementu w Aseri i stacji kolejowej w Valaste. Po tygodniu jednostka powróciła do Kronsztadu.
Trzeci patrol okręt odbył 5 listopada. Jego misją było postawienie zagrody minowej w cieśninie Björkösund. Po rozmieszczeniu 20 min „Lembit” wrócił do Kronsztadu. 7 listopada okręt udał się do Leningradu na remont generalny, przeprowadzany przez zakłady Sudomech (nr 196).

#### Czwarty patrol
Remont jednostki zakończył się 22 lipca 1942 roku. W czwarty patrol „Lembit” wyruszył 17 sierpnia z Kronsztadu. Tym razem okręt podwodny nie stawiał min, gdyż zakończył się zapas typu A we Flocie Bałtyckiej, a okręt nie był przystosowany do korzystania ze standardowego uzbrojenia produkcji radzieckiej. Dwukrotnie – 4 i 13 września – w okolicach wyspy Utö wystrzelił w kierunku niemieckiego konwoju dwie torpedy. Dowódca raportował trafienie, jednak w rzeczywistości ataki nie wyrządziły szkód – za drugim razem pociski wybuchły po zderzeniu ze skałami. Dopiero atak na trzeci konwój, przeprowadzony 13 września o godzinie 12.07 z pozycji 59°35’5N 21°12’5E, okazał się skuteczniejszy, albowiem jedna z torped spowodowała znaczne uszkodzenia na niemieckim motorowcu „Finnland” o wyporności 5281 ton, wyłączając go z użycia do 1 lipca 1943 roku.
Eskorta konwoju – V 302, V 307, V 310 i „Adler” – przystąpiła do kontrataku przy użyciu bomb głębinowych. Część wybuchów około 50 bomb dosięgnęła okrętu, w wyniku czego rannych zostało sześciu członków załogi. Zniszczenia obejmowały II grupę baterii akumulatorów oraz pomieszczenie radiowe – zniszczone przez pożar. „Lembita” atakowały później jeszcze fińskie trałowce VMV 2 i VMV 13, nie spowodowały jednak dodatkowych uszkodzeń. Okręt powrócił do Kronsztadu 22 września, a już 5 października przeszedł do Leningradu na generalny remont.
Remont jednostki trwał do 11 kwietnia 1943 roku. W tym czasie przede wszystkim wymieniono zniszczone ogniwa baterii akumulatorów – zamontowano 54 ogniwa amerykańskie i 6 produkcji własnej. Rozpoczęto też pracę nad przystosowaniem zrzutni minowych do radzieckiego typu min EP. Zajęcie to przerwano po przybyciu dostawy 48 brytyjskich min T Mk IV, a już przerobione dwie studzienki przywrócono do pierwotnej specyfikacji.
Na podstawie meldunku Matijasewicza patrol został uznany za szczególnie udany i jego uczestników przedstawiono do odznaczeń. Nominowany do tytułu Bohatera Związku Radzieckiego dowódca musiał się ostatecznie zadowolić Orderem Lenina, który przyznano również dziesięciu członkom załogi. Czternaście osób otrzymało Order Czerwonego Sztandaru, a dwunastu Order Czerwonej Gwiazdy.

#### Piąty patrol
„Lembit” powrócił do składu floty 15 maja 1943 roku, jednak na skutek blokady Zatoki Fińskiej pozostawał bezczynny aż do kapitulacji Finlandii 19 września 1944 roku.
Na piąty patrol okręt wyruszył 7 października. Okręt miał zaminować podejście do portu w Kołobrzegu, opisane przez sztab jako poligon Kriegsmarine, jednak z uwagi na informacje o minach dennych zrzucanych w tym rejonie przez przez brytyjskie lotnictwo, Matijasiewicz zmienił pozycję zagrody minowej. Ostatecznie postawiono ją 60 mil morskich na północ od latarni morskiej w Rügenwalde (obecnie Darłowo), 2 mile na północ od niemieckiego szlaku wodnego. Operacja odbywała się 11 października od północy do godziny 17, na głębokości 2,4 metra postawiono pięć rzędów po cztery miny (pozycje 54°38′N 15°53′8″E, 54°37′5″N 15°57′E, 54°35′8″N 15°53′7″E, 54°36′1″N 15°55′E). Na jednej z postawionych min 24 listopada zatonęła niemiecka łódź rybacka o pojemności 216 ton „Spreeufer”, zginęło pięciu rybaków.
Patrol „Lembita” nie zakończył się na postawieniu zagrody minowej. Wieczorem 12 października okręt wykrył po wschodniej stronie Bornholmu niemiecki zespół, którego skład został zidentyfikowany jako krążownik „Nürnberg” w asyście 2 niszczycieli, 2 trałowców i 2 innych okrętów. Według nowszych ustaleń były to jednak zupełnie inne okręty: największą jednostką był stary pancernik SMS „Hessen” pełniący funkcję okrętu-celu, strzelanie zaś trenowały załogi torpedowców T33 i T34. Załoga „Lembita” zwlekała z atakiem, czekając na identyfikację peryskopową. W tym czasie jednak odległość do celów wzrosła na tyle, iż atak torpedowy nie był możliwy.

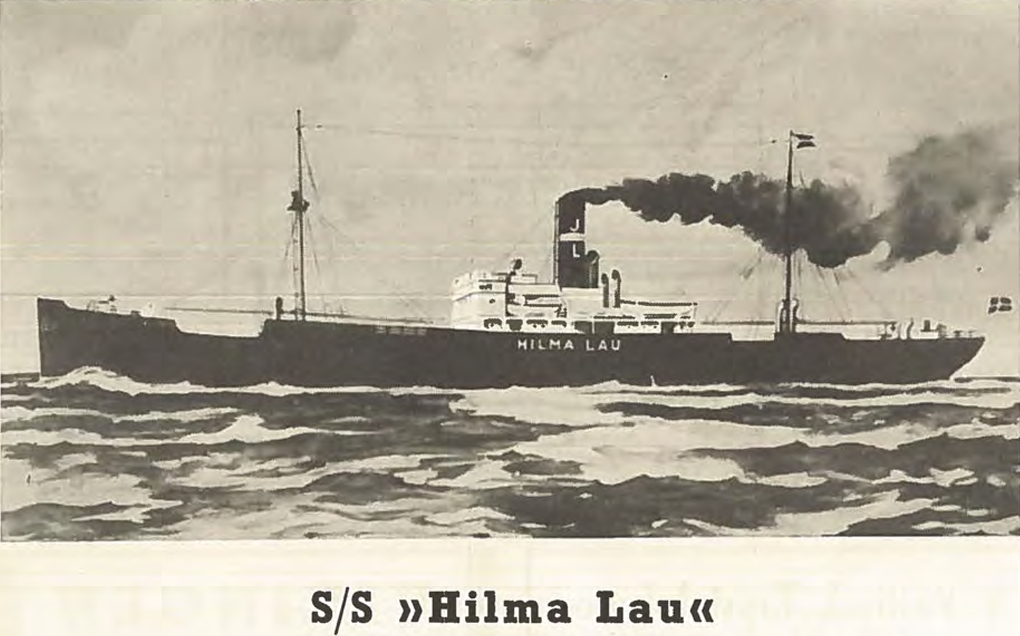
Duński fractowiec „Hilma Lau” zatopiony dwiema torpedami „Lembita” w nocy z 12 na 13 października 1944 roku.

O ile wieczorne spotkanie z zespołem niemieckich okrętów nie zakończyło się sukcesem okrętu podwodnego, to już kilka godzin późnej „Lembit” znalazł nowy cel – samotny frachtowiec „Hilma Lau” o pojemności 2414 lub 2445 ton. Duński statek przemierzał trasę z portu w Gdyni (wówczas Gotenhafen) do Kopenhagi. Wykrywszy go 45 mil morskich na wchód od Olandii, dowódca „Lembita” przystąpił do ataku torpedowego. Duńczycy zauważyli wynurzony okręt podwodny i poprosili o identyfikacje, na co nie dostali odpowiedzi. W związku z tym „Hilma Lau” rozpoczęła ucieczkę z prędkością 10 węzłów. O godzinie 1.26 (lub 2.18) „Lembit” wystrzelił w stronę duńskiego statku dwie torpedy 53-27, jednak jedna z nich zatonęła po przepłynięciu 100–150 metrów, a druga zeszła z kursu i ominęła cel, bądź też Duńczykom udało się ją wyminąć. O godzinie 2.26 „Lembit” powtórzył atak, tym razem trafiając obiema torpedami. „Hilma Lau” zatonęła w przeciągu 2–3 minut. Zginęło 4 marynarzy z 23 osób, pozostali wyskakiwali na tyle szybko, iż Matijasiewicz uznał, iż statek transportował wojsko. Wrak osiadł na dnie na pozycji 55°20′N, 15°20′E lub 55°08,71′N, 15°50,47′E.
Reszta doby upłynęła spokojnie, załoga załadowała wyrzutnie torped. Następnego dnia marynarze toczyli bój z siecią rybacką, w którą zaplątał się okręt podwodny. Nocą z 14 na 15 października, 45 mil morskich na południe od Olandii z „Lembita” dostrzeżono trawler. Okręt podwodny przygotował się do ataku w wynurzeniu, a na żądanie identyfikacji odpowiedział o 1.10 ogniem torpedowym. Pierwsza z torped chybiła celu, przepływając pod kadłubem statku. Kolejny pocisk, wystrzelony o 1.19, wybuchł po dłuższym od przewidywanego czasie w pobliżu okrętu podwodnego, rozszczelniając jego kadłub – prawdopodobnie torpeda zeszła z kursu i wykręciła w stronę, z której została wystrzelona. Matijasewicz uznał jednak, że doszło do trafienia celu i zaraportował o zatopieniu bądź unieszkodliwieniu wrogiego statku. Zatopiony miał zostać trawler rybacki „Taunus” lub pomocniczy trałowiec M 3619, jednak informacje te zostały zweryfikowane negatywnie. Według Morozowa i Kułagina, atakowanym statkiem mógł być szwedzki rybacki trawler.

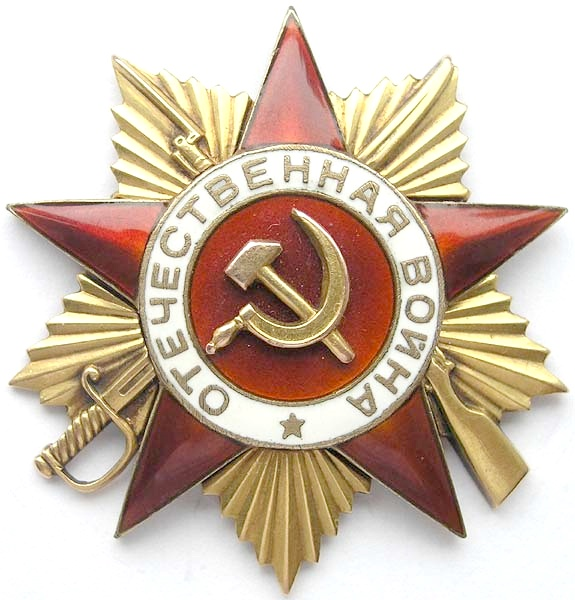
Order Wojny Ojczyźnianej I klasy. Takim odznaczeniem przełożeni z Floty Bałtyckiej postanowili zmotywować Matijasewicza do aktywniejszego dowodzenia „Lembitem”.

Po ataku na trawler, „Lembit” udał się w rejon południowej Gotlandii, gdzie spodziewano się trafić na niemieckie konwoje kursujące do Windawy. Okręt nie miał już okazji do wykorzystania dwóch pozostałych torped, ani ponad 5 ton paliwa – 16 października Matijasiewicz zdecydował o powrocie do bazy. Dowódca decyzję motywował brakiem danych wywiadowczych dotyczących potencjalnych konwojów. W bazie na wyspie Utö „Lembit” pojawił się 17, a w Helsinkach 18 października. Przyspieszony powrót nie spodobał się dowództwu, zarzucono mu brak aktywności i błędy w przeprowadzaniu ataków torpedowych. Ostatecznie jednostka otrzymała niskie oceny za wykonany patrol, zaś jej dowódca został przedstawiony od Orderu Wojny Ojczyźnianej I klasy, który otrzymał w celu poprawy jego morale.
Okręt powrócił z zadania w niezadowalającym stanie technicznym – rozszczelniony na skutek bliskiego wybuchu torpedy kadłub oraz przepalone podczas pościgu tłumiki silników wymagały naprawy. W dniu 24 lub 25 października „Lembit” przeszedł do doków w Kronsztadzie, w celu demontażu środków przeciwminowych. Tam też w okresie 30 października–14 listopada dokonano powierzchownego remontu.

#### Szósty patrol
Swój szósty patrol „Lembit” rozpoczął 28 listopada 1944 roku. Misja polegała na postawieniu zagrody minowej w okolicach Brüsterortu. 3 grudnia, 3 mile morskie na północ od tamtejszej latarni morskiej okręt postawił na głębokości 20 min w dwóch rzędach. Po postawieniu zagrody okręt patrolował okolice Gotlandii, gdzie 11 grudnia dostrzegł niemiecki konwój. V 302, Vs 342 i V 346 eskortowały pomiędzy Lipawą a Piławą transportowce „Ida Bluemental”, „Mimi Cords”, „Hela” oraz ropowiec „Amrum”. Obie wystrzelone z „Lembita” torpedy chybiły celów. Trzy dni później, w drodze powrotnej, na szerokości geograficznej 59°43’N i wysokości 21°19’6E idąc na głębokości 20–30 metrów okręt zderzył się z innym obiektem. Domysłom historyków radzieckich, iż był to niemiecki U 479, przeczy fakt, iż dowództwo Kriegsmarine od miesiąca nie miało już kontaktu z tym okrętem podwodnym. „Lembit” zakończył szósty patrol 15 grudnia w Turku, po czym udał się na kolejny remont, tym razem do Helsinek. 6 marca 1945 roku zadokowany przy Suomenlinna okręt został odznaczony Orderem Czerwonego Sztandaru.

#### Siódmy patrol
Ostatnim zadaniem „Lembita” w trakcie wojny z III Rzeszą był patrol w okolicach Ustki. Misję tę wypełniał w dniach 23 marca – 14 kwietnia 1945 roku. I w tym przypadku postawiono zagrodę złożoną z 20 min rozłożonych w czterech rzędach na głębokości 2,5 metra. Ponownie nie obeszło się bez uszkodzeń w wyniku nieumiejętnego dowodzenia. Na skutek wpadnięcia okrętu w sieci rybackie zwichrował się wał lewej śruby. Uszkodzono też ster kierunku oraz kolektor spalin lewego silnika. Remont ponownie odbywał się w dokach Suomenlinna.

#### Ósmy patrol
Ostatnim zadaniem „Lembita” w służbie czynnej było rozpoznanie rejonu Bornholmu. Na patrol wyruszył 13 czerwca 1945 roku. W wyznaczonym sektorze szukał brytyjskiego lotniskowca, po czym 8 lipca wrócił do bazy.

### Okręt szkoleniowy
Czynną służbę „Lembit” zakończył 17 stycznia 1946 roku. Przeklasyfikowano go na okręt szkoleniowy i przydzielono do Szkoły Podwodnego Pływania imienia Kirowa. Wiązało się ze zmianą większości załogi, w szczególności nowym dowódcą został komandor porucznik Jurij Russin. Po nim dowódcami jednostki byli także komandor podporucznik Aleksandr Kirtok i komandor podporucznik Jurij Kryłow. Poza załogą zmieniano również imię „Lembita”: 28 czerwca 1946 roku na U-1, zaś 9 czerwca 1949 roku na S-85. Miały miejsce również zmiany techniczne – prawdopodobnie w tym czasie zastąpiono działo przeciwlotnicze Boforsa rodzimą armatą morską kalibru 45 mm 21-K, oraz systematyczne – jednostkę przeklasyfikowano na średni okręt podwodny (12 stycznia 1949). Spośród wypełnianych zadań można wymienić przejście trasy z Kronsztadu do kolejno Tallinna, Lipawy, Bałtyjska, Świnoujścia i z powrotem do Kronsztadu w 1949 roku, a także ćwiczenia środków bojowych w roku 1951.

### Jednostka eksperymentalna
Okręt został pozbawiony broni 10 czerwca 1956 roku. 30 stycznia 1956 roku otrzymał oznaczenie STŻ-24, zaś 27 grudnia tego roku zmieniono je na UTS-29. Ze względu na brytyjskie pochodzenie jednostki były „Lembit” uzyskał status jednostki eksperymentalnej. Z tym statusem znajdował się od 3 sierpnia 1957 do 28 sierpnia 1979 roku w stoczni Krasnoje Sormowo w mieście Gorki.

## Okręt muzeum

### Inicjatywa i udostępnienie
W związku ze stopniowym demontażem wyposażenia okrętu (radiostacja, działo, peryskopy, urządzenia akustyczne, log, żyrokompas) istniała obawa, iż zostanie on zezłomowany. W tym czasie w Estońskiej SRR pojawiła się idea upamiętnienia wysiłku morskiego republiki w wielkiej wojnie ojczyźnianej, co odzwierciedlało powszechniejszy trend w Związku Radzieckim. W 1974 roku na łamach Sowietskoj Estonii zasugerowano umieszczenie na piedestale lodołamacza „Suur Tõll”. Jako, że ten pomysł nie został zrealizowany, w następnym roku wysunięto analogiczną propozycję, dotyczącą właśnie „Lembita”. W takim tonie przemawiał na przykład artykuł wydrukowany 4 czerwca w gazecie Wieczernyj Tallin, a Mołodież Estonii zamieściła na swych łamach listy czytelników, wyrażające poparcie dla tego pomysłu. Forsowaniem inicjatywy w Leningradzie zajmował się między innymi dowódca okrętu z okresu wojny Aleksiej Matijasiewicz oraz oficer polityczny marynarki S. A. Smirnow. Zarówno przyznany jednostce Order Czerwonego Sztandaru, jak i powojenne propagandowe nagłaśnianie służby jednostki, czyniły z niej odpowiedni obiekt do ekspozycji. Sztab generalny Marynarki Wojennej ZSRR 29 marca 1977 roku wydał zgodę na transport okrętu podwodnego do Tallinna. W 1978 roku powstała specjalna komisja do spraw utworzenia pomnika. Władze miejskie zadecydowały o wciągnięciu okrętu na brzeg w celu jego lepszej ekspozycji, co później jednak oprotestowali urzędnicy miejscy, z racji braku możliwości wydzielenia miejsca na pomnik przed Igrzyskami 1980 roku, podczas których konkurencje żeglarskie miały być rozgrywane w Tallinnie. Innym powodem ostatecznego pozostawienia „Lembita” w wodzie była awaria dźwigu holowanego w tym celu z Kronsztadu.
Okręt przemieszczono do miasta 28 sierpnia 1979 roku. We wrześniu zorganizowano uroczyste powitanie „Lembita” w Tallinnie. Brali w nim udział Jaan Tanvel i Allan Kullaste z ramienia miejskiego oddziału Komunistycznej Partii Estonii oraz były dowódca, kapitan I rangi Aleksiej Matijasiewicz. Po uroczystości okręt przetransportowano do znajdującej się w mieście 7. stoczni Marynarki Wojennej ZSRR, gdzie przechodził remont w latach 1980–1985. Oficjalnie okręt przekazano Muzeum Floty Bałtyckiej 12 listopada 1980 roku. W maju 1982 roku okręt został (obok Włodzimierza Lenina) patronem 12. szkoły średniej.
Udostępnienie „Lembita” zwiedzającym odbyło się 5 maja 1985 roku. Okręt został przyholowany do redy przy olimpijskiego centrum żeglarstwa. Z ramienia partii przemawiał I sekretarz komitetu miejskiego Matti Pedak, zaś marynarkę wojenną reprezentował kontradmirał Leonid Zarubin, który przekazał dyrektorowi banderę i proporzec dziobowy. Obecny był także Matijasiewicz oraz dwóch członków estońskiej załogi okrętu – Toivo Sumera i Alfred Sikemäe.

### W niepodległej Estonii
Po ogłoszeniu niepodległości przez Estonię 20 sierpnia 1991 roku Estończycy obawiali się, iż Rosjanie zechcą zabrać okręt z Tallinna. W 1992 roku rozprzestrzeniły się informacje, jakoby planowali oni odholować „Lembita” i pociąć go na złom. Aby zapobiec stracie obiektu, 27 kwietnia 1992 roku został on przejęty siłą przez członków Kaitseliit – reaktywowanej obrony terytorialnej. 2 sierpnia 1994 roku na „Lembicie” podniesiono banderę i wpisano go na listę okrętów Eesti Merevägi z honorowym numerem 1. W dalszym ciągu był udostępniany zwiedzającym, teraz jako filia Eesti Meremuuseum. Przed remontem odwiedziło go ponad 70 tysięcy osób.
Na okręcie nieustannie prowadzono prace konserwacyjne, jednak środki na generalny remont pozyskano dopiero w 2001 roku, z funduszów ministerstwa kultury. Było to 1,5 miliona lub 2,5 miliona koron estońskich. Remont rozpoczął się w październiku i zakończył w 2002 roku. Wtedy też jednostkę umieszczono przy nabrzeżu Lennusadam, a w 2011 roku – po remoncie hangaru – został przeniesiony do wnętrza budynku.